# Firestarter (песма групе The Prodigy)
Firestarter је једанаести сингл британског бенда The Prodigy. Прво издање појавило се у облику 12" винил плоче 18. марта 1996. године. То је био први сингл са албума The Fat of the Land.
Ова песма била је први Продиџијев велики интернационални хит. Песма је сдржала панк вокале које пева Кит Флинт, што га је означило као фронтмена бенда. Назив и речи песме биле су тема контроверзе у УК због њихове насилне природе. Видео-спот је још више подгрејао ове контроверзе.
Спот је режирао Волтер Стерн (Walter Stern), а сниман је у напуштеном тунелу лондонске подземне железнице у Алдвичу. Изглед и појава Кита Флинта у црно-белом абијенту спота такође је изазвала контроверзе о томе како је превише страшан за децу која га гледају.
Песма је касније искоришћена у филму Чарлијеви Анђели: Дубоко грло.
Инструментална верзија песме појављује се на PlayStation игри WipEout 2097.

## Списак песама

### XL recordings

#### 12" vinyl record
1. Firestarter (4:40)
2. Firestarter (Instrumental) (4:39)
3. Firestarter (Empirion Mix) (7:49)
4. Molotov Bitch (4:51)

#### CD сингл
1. Firestarter (Edit) (3:45)
2. Firestarter (Empirion Mix) (7:49)
3. Firestarter (Instrumental) (4:39)
4. Molotov Bitch (4:5

### Maverick records 12" винил плоча
1. Firestarter (4:40)
2. Firestarter (Instrumental) (4:39)
3. Firestarter (Empirion Mix) (7:49)
4. Molotov Bitch (4:51)

### Mute records CD сингл
1. Firestarter (Edit) (3:45)
2. Firestarter (Empirion Mix) (7:49)
3. Firestarter (Instrumental) (4:39)
4. Molotov Bitch (4:51)

track 1 written by Liam Howlett and Keith Flint by track 2 remixed by Empirion track 3-4 written by Liam Howlett